# Hennessey Venom GT
La Hennessey Venom GT è un'autovettura sportiva ad alte prestazioni presentata dall'azienda statunitense Hennessey Performance nel 2010 e la cui produzione è incominciata nel 2011, terminando all'inizio del 2017 con la produzione totale di 1 prototipo e 12 esemplari di serie, sei in versione coupé e altrettanti in versione spider.

## Dati tecnici
Costruita sulla base della Lotus Exige, la Venom GT monta un motore V8 di 7,0 litri di cilindrata LS7 sovralimentato tramite 2 turbocompressori, viene proposto in 3 diversi livelli di potenza massima: 800 CV, 1.000 CV e 1.262 CV a 6.600 giri al minuto. Il peso della vettura è limitato a 1.244 kg. Questo garantisce all'auto (nella versione più potente) un rapporto peso-potenza di 1,0 kg/CV. La trasmissione è una Ricardo plc a 6 rapporti, velocità massima di 443 km/h, con uno scatto 0-100 in 2,7 secondi. La vettura sarebbe in grado di coprire il quarto di miglio in 9,92 secondi, con una velocità in uscita di 163 mph (260 km/h), e raggiungerebbe le 200 mph (321 km/h) in 14,51 secondi. Nel 2012 è uscita anche la versione spider, che condivide le stesse caratteristiche meccaniche della coupé, con un peso di soli 10 kg in più.

## Record Mondiali
Nel 2013, la Venom ha realizzato il record mondiale di accelerazione da 0 a 300 km/h, compiendolo in 13,63 secondi. Nel 2014, per celebrare l'entrata nei Guinness dei primati, viene prodotta una nuova versione, la World Fastest Car, prodotta in 3 esemplari.
Il 14 febbraio 2014, sulla pista di atterraggio shuttle di 3,22 miglia del Kennedy Space Center in Florida, il team Hennessey ha registrato una velocità massima di 270,49 mph (435,31 km/h) con al volante Brian Smith, il direttore di Miller Motorsports Park. Essendosi svolta la corsa in una sola direzione e poiché non è una macchina di produzione di serie, ma registrata come una Lotus Exige modificata, non si è qualificata come auto di serie più veloce nel Guinness dei primati.